# 千葉一伸
千葉 一伸（ちば いっしん、1968年6月26日 - ）は、日本の男性声優。宮城県気仙沼市出身。アーツビジョン所属。
代表作に『F-ZERO ファルコン伝説』（ジョン・タナカ、クラッシュ）、『名探偵コナン』（千葉刑事）、『彩雲国物語』（凌晏樹）、『機動戦士ガンダムSEED』（アーノルド・ノイマン、レドニル・キサカ）などがある。

## 経歴
宮城県気仙沼高等学校卒であり、先輩に俳優の村上弘明がいる。高校卒業後、舞台俳優をやってみたいと思い立ったが、学校に演劇部がなく、実際に経験することはなかった。その後、偶然アニメ雑誌に掲載されていた勝田声優学院の広告を目にし、芝居の勉強をするために上京を決意。同学院の第6期生として入学した。この時つけられたあだ名が現在の芸名である。勝田で芝居や声の勉強をしていた際に芝居集団AVJ（アーツビジョンジュニア）が設立され、第2期のオーディションを受ける。その時講演の演出をしていた本田保則に「声のほうでやってみないか」と声をかけられたことをきっかけに声優の世界に入り現在に至る。デビュー年は不明だが、声優としての経歴は1990年以降からである。

## 人物・特色
方言は東北弁。
役柄としては真面目な若者、陰のある役を演じる。
死去した塩沢兼人の代役として、アーケード格闘ゲーム『北斗の拳』のレイや、「スーパーロボット大戦シリーズ」での『装甲騎兵ボトムズ ザ・ラストレッドショルダー』のバイマン・ハガード、『ウエスト・サイド物語』の追加収録部分でのリフの声を務める。
20代前半のデビュー当時はごく普通の体型だったが、2000年発売のCDフリートークにて「昔は痩せてた」「その話題休憩中もちきり」というやりとりが収録されている。その後、痩せた体型になったという。
弟がいる。

### 出演作品との関わり
漫画『シュート!』の大ファンであり、どの役でもいいから出たいと思い、アニメ版『蒼き伝説 シュート』のオーディションを受け、佐々木豊役を貰った時は凄く嬉しかったという。
初回放送から出演している『名探偵コナン』で、後年声を担当している千葉刑事は元々アニメオリジナルキャラクター。デザインするにあたり千葉本人の写真を制作側に渡し、作成された。同じ姓がキャラクターにつけられている。その当時の体型から「ぽてっとした刑事」とも作中で表現されていたが、声優の千葉が痩せたり眼鏡を着用するようになったため、その後は当人をモデルとしたキャラクターと姿は大きく異なっている（後に原作で千葉刑事がダイエットするエピソードも制作されている）。千葉刑事は当初姓だけで名前が設定されていなかったが、後に『週刊少年サンデー』連載にて「和伸」と記される。これは声優・千葉の本名漢字違いである。

### 趣味・嗜好・エピソード
野球と酒をこよなく愛する。プロ野球は大の阪神タイガースファン。野球は観戦と草野球のどちらも嗜み、ポジションはセカンドを中心とした内野とのこと。また新人時代、月に1〜2本しか仕事がなかった頃、手元にあるお金は飲んで使いはたす生活を送っていたため、電車賃を工面するためコーラなどの空き瓶を集めて酒屋で換金していた。
気仙沼市はフカヒレで有名だが、本人は「食べたことがない」と語っており、「マンボウは食べたことがある、食感が楽しい」とも語っている。マンボウが食される理由は遠洋漁業で混獲されたマンボウが地元で消費されているため。後には、フカヒレについても帰省時に新年会で食べたとブログに書いてもいる。東日本大震災により故郷が大きな被害を受けたことで、復興支援チャリティイベントにしばしば出演している。

## 出演
太字はメインキャラクター。

### テレビアニメ
1990年
- カラス天狗カブト（地竜）
- PEACH COMMAND 新桃太郎伝説（イエティ 他）
- 桃太郎伝説 PEACHBOY LEGEND（村人D、ぬりかべ、カラス天狗）
- RPG伝説ヘポイ（ダンタロー、ガンクロス）

1991年
- ちびまる子ちゃん（1991年 - 1992年、風船屋さん 他）
- ドラゴンクエスト ダイの大冒険（第1作）（兵士）
- 魔法使いサリー（セールスマン）
- 横山光輝 三国志（1991年 - 1992年）

1992年
- おやゆび姫物語
- クレヨンしんちゃん（1992年 - 2001年、司会者、八百屋のおじさん、鈴木、アンジェラ小梅、ガイドB、三河屋 他）
- スーパービックリマン（悪魔B）

1993年
- 蒼き伝説シュート!（佐々木豊、星崎邦夫、関靖彦）
- 疾風!アイアンリーガー（1993年 - 1994年、セーガル）
- ジャングルの王者ターちゃん（科学者、G・E・マスク）

1994年
- 機動武闘伝Gガンダム（司令官、ネオエジプト首相）
- 覇王大系リューナイト（エルフ族A、兵士A）
- 魔法騎士レイアース（獅堂優）
- レッドバロン（チャンプア）

1995年
- H2（有川、田中、愛好会A、アナウンサー、一年部員、男〈歯抜け〉、記者、サッカー部A、サッカー部新入部員A、実況アナウンサー、主審、審判、生徒達）
- 怪盗セイント・テール（1995年 - 1996年、警官B、生徒A、係員B、男子生徒C、警官、司会者、ジョセフ、警備員、若き日の味之助）
- 新機動戦記ガンダムW（アフマド、セプテム将軍、ナナキ 他）
- ご近所物語（店長）
- それいけ!アンパンマン（カンナくん〈初代〉）
- 美少女戦士セーラームーンSS（北方邦彦）
- 忍たま乱太郎（1995年 - 2025年、伊賀崎孫兵〈2代目〉、雪鬼、紙吉、屈木伊太郎〈2代目〉、田府甲斐幻鬼、椿丹十郎〈2代目〉、霞鬼、雷鬼、疾風〈代役〉、ドクササコのすご腕忍者〈3代目〉 他）
- 愛天使伝説ウェディングピーチ（男子生徒）

1996年
- ガンバリスト!駿（誠治 他）
- 機動新世紀ガンダムX（ナイン、MS乗りA、市民、船員、隊員、パイロットA、秘書官、部下A、メカマン、やじ馬、若い男）
- ゲゲゲの鬼太郎（第4作）（1996年 - 1997年、子分A、がんぎ小僧、桜井、ヤクザB）
- シティーハンター ザ・シークレット・サービス（組員A）
- ドラえもん（テレビ朝日版第1期）（1996年 - 2003年、クリキントン、夢野、モライもん 他）
- バーチャファイター（少年A）
- 名探偵コナン（1996年 - 2025年、千葉和伸、岸田、北野、岸井、細野裕太、小林次郎、入江貴行、辻村貴善、広瀬刑事、桜井巡査、安西刑事、ヒース・フロックハート、寺西、田村刑事、浮田博司、大竹山刑事、広田刑事 他）
- YAWARA! Special ずっと君のことが…。（記者B）
- わんころべえ（植木屋）

1997年
- アニメがんばれゴエモン（イタカロー、石川純一郎）
- 金田一少年の事件簿（1997年 - 2015年、吉田明、時原昌樹、滑川ユキト、五十嵐郁登、島津匠、李白龍） - 3シリーズ
- 忍ペンまん丸（ドタ八）

1998年
- カウボーイビバップ（男2、男C、係員、ギャングA、警官1、警官2、警察、側近、バーテン、ボーイ、ポリス、メンフィスブラザーズ1、ラジオの声）
- ガサラキ（豪和清春、オペレーターB、キャスターB、郎党）
- デビルマンレディー（スパーゲル、客B、スポーツキャスター、男、防疫中隊員B、キャスター、警官A）
- TRIGUN（ジーン）
- ふしぎなメルモ（リニューアル版）（大造）
- ブレンパワード（ケイディ・ディン、研究員A、デッキマン、難民、パイロット、兵士）
- Bビーダマン爆外伝（1998年 - 2000年、メトロボン、かんしゅ、かんせいかんボン、さくら子） - 2シリーズ

1999年
- 宇宙海賊ミトの大冒険（クガク）
- KAIKANフレーズ（ラディカルの元ボーカル）
- 課長王子（トクサツ）
- 人形草紙あやつり左近（警察官）
- サイボーグクロちゃん（ダンク、中松弟、バイス、カー太郎 他）
- GTO（1999年 - 2000年、弾間龍二、スタッフ、用務員、ナワヤ、塩崎、仮面、ヤクザ、フロア係、ラジオAN、不良たち）
- 週刊ストーリーランド（1999年 - 2001年、銀行員、泥棒、側近、TV実況、渡辺卓也 他）
- 星界の紋章（ディーシュ）
- セラフィムコール（報道アナの声）
- ∀ガンダム（隊員A）
- 魔術士オーフェン（男A）
- 無限のリヴァイアス（シュタイン・ヘイガー、ラリィ・イェーガー）
- ワイルドアームズ トワイライトヴェノム（男A）

2000年
- 学校の怪談（作業員たち）
- 機巧奇傳ヒヲウ戦記（音之進、海江田、近藤、獅子王、黒鍬その3、芸者1、研究員、賊、配下、博徒、人々、部下、浪士）
- THE ビッグオー（警官）
- 装甲救助部隊レストル（パイロット）
- 無敵王トライゼノン（士官）
- 星界の戦旗（2000年 - 2001年、ベイカル、トマソフ） - 2シリーズ
- BRIGADOON まりんとメラン（マイケル、アナウンサー）

2001年
- 砂漠の海賊!キャプテンクッパ（ドラム）
- スクライド（エマージー・マクスフェル、来栖、高官、報告係）
- Z.O.E Dolores, i（第五のヤン）
- 地球防衛家族（リポーター）
- テニスの王子様（マイケル・リー、スティーブ・マイヤーズ）
- PROJECT ARMS（チンピラ）

2002年
- あたしンち（2002年 - 2005年、TVの声1、店員、焼芋屋、若者、八百屋 他）
- アソボット戦記五九（ユアン村長）
- 機動戦士ガンダムSEED（アーノルド・ノイマン、レドニル・キサカ、ユーリ・アマルフィ、首長、管制官）
- サイボーグ009 THE CYBORG SOLDIER（茨木進一）
- ちょびっツ（ジーマ）
- 天使な小生意気（栗山、乗客、青年、手下、不良、魔法使い）
- .hack//SIGN（銀漢）
- NARUTO -ナルト-（試験官）
- 爆闘宣言ダイガンダー（イーグルアロー、トライホーン 他）
- ぴたテン（担任の先生）
- 星のカービィ（ヤミカゲ、魔獣ムッシュ・ゴーン）

2003年
- R.O.D -THE TV-（北山竜二）
- AVENGER（パーン）
- F-ZERO ファルコン伝説（2003年 - 2004年、ジョン タナカ、クラッシュ、アンソニー ロプキン、ズック）
- GAD GUARD（リッチー、シャークス）
- 出撃!マシンロボレスキュー（キャプテン・ミラクル）
- 高橋留美子劇場（キャスター、級友、男性部下、引越し屋、不動産屋）
- 超ロボット生命体トランスフォーマー マイクロン伝説（サンドストーム、シルバーボルト）
- プラネテス（バクティ、ヘリック、男係員、係員）
- フルメタル・パニック? ふもっふ（難波志郎）
- 冒険遊記プラスターワールド（ワイバースト、ガイダンス、アメドムチ）
- ボボボーボ・ボーボボ（アライグマ）

2004年
- 陰陽大戦記（2004年 - 2005年、黒鉄のフジ、クレヤマ部長、椿のホウシュン、椿のカンタロウ、朱雀のバラワカ）
- 機動戦士ガンダムSEED DESTINY（アーノルド・ノイマン、レドニル・キサカ）
- Get Ride! アムドライバー（タフト・クレマー、アレン・ルー）
- サムライチャンプルー（古館伊知衛門）
- 天上天下（ウータン）
- トランスフォーマー スーパーリンク（ブラストアーム、サンドストーム / スノーストーム）
- ポケットモンスター アドバンスジェネレーション（オスカー）
- モンキーターン（岡泉誠二、山崎正彦） - 2シリーズ
- RAGNAROK THE ANIMATION（ガリガリブラックスミス）

2005年
- ああっ女神さまっ（三級地霊）
- うえきの法則（グラノ）
- 英國戀物語エマ（アル）
- エンジェル・ハート（2005年 - 2006年、スカウトマン、青年）
- ギャラリーフェイク（舟越）
- 銀盤カレイドスコープ（新田一也）
- 交響詩篇エウレカセブン（男、ロイドライト）
- ロックマンエグゼ シリーズ（2005年 - 2006年、バレル）　- 2シリーズ

2006年
- 銀魂（2006年 - 2015年、章二、池田夜右衛門） - 2シリーズ
- 地獄少女 二籠（山田麗音）
- 史上最強の弟子ケンイチ（古川たかし）
- スパイダーライダーズ 〜オラクルの勇者たち〜（ブルータル）
- D.Gray-man（65号、コムリン4、コムリン4ミニ）
- デジモンセイバーズ（プロボクサー早瀬翼）
- .hack//Roots（なすび、銀漢）
- ドラえもん（テレビ朝日版第2期）（2006年 - 、警察官、ペロ、ベテランの声、コンシェルジュロボ、店員 他）
- パピヨンローゼ New Season（桜田）
- 祝!(ハピ☆ラキ)ビックリマン（2006年 - 2007年、一本釣帝 / 一本釣神帝、男一本ドッコ）
- パンプキン・シザーズ（ドルトン）
- ふたりはプリキュア Splash Star（カレハーン）
- まじめにふまじめ かいけつゾロリ（三休）

2007年
- 風のスティグマ（テロリスト）
- 機神大戦ギガンティック・フォーミュラ（真壁槇生）
- ゲゲゲの鬼太郎（第5作）（2007年 - 2009年、カンキチ、ランスブイル）
- 天保異聞 妖奇士（米吉）
- 彩雲国物語 第2シリーズ（凌晏樹）
- GR-GIANT ROBO-（嵐克己）
- シャンプー王子（ジンダ）
- 魔人探偵脳噛ネウロ（台島拓郎）
- MOONLIGHT MILE 1stシーズン -Lift off-（ヨゼフ・フィルスマイヤー）
- 流星のロックマン トライブ（2007年 - 2008年、エンプティ）
- ONE PIECE（2007年 - 2014年、ミカヅキ、ハモンド、グラディウス）

2008年
- 機動戦士ガンダム00 セカンドシーズン（アラッガ）
- シゴフミ（イジメ〈船堀〉）
- 純情ロマンチカ（2008年 - 2015年、角圭一） - 3シリーズ

2009年
- 屍姫 玄（躯雷）
- 蒼天航路（曹仁）
- ドルアーガの塔 〜the Sword of URUK〜（ソード・オブ・ブラッド）
- ねぎぼうずのあさたろう（じねんじょのせんぞう）
- Phantom 〜Requiem for the Phantom〜（サイス・マスター / ギュゼッペ）
- BLEACH 斬魄刀異聞篇（朽木響河）

2010年
- 俺の妹がこんなに可愛いわけがない（構成〈三津野泰三〉）
- ダンス イン ザ ヴァンパイアバンド（平井星一）
- 伝説の勇者の伝説（アルアの父）
- ひめチェン!おとぎちっくアイドル リルぷりっ（境一）

2011年
- 日常（兵士16番）
- メタルファイト ベイブレード 4D（2011年 - 2012年、ヨハネス）

2012年
- アクセル・ワールド（荒谷）
- イナズマイレブンGO クロノ・ストーン（織田信長）
- SKET DANCE（更谷大樹）
- Fate/Zero 2ndシーズン（衛宮矩賢）

2013年
- ささみさん@がんばらない（サムディー男爵）
- 新世界より（野口）
- ビーストサーガ（ゼブラックス）

2014年
- のうりん（炉裏板）
- マジンボーン（バイズ）
- 魔法科高校の劣等生（司一）
- メカクシティアクターズ（テロリストのリーダー）

2015年
- NARUTO -ナルト- 疾風伝（シブキ）
- まじっく快斗1412（大嶋）
- ONE PIECE エピソードオブサボ 〜3兄弟の絆 奇跡の再会と受け継がれる意志〜（グラディウス）

2016年
- アクティヴレイド -機動強襲室第八係-（林田） - 2シリーズ
- SUPER LOVERS（海堂崇）
- ドリフターズ（アラム）
- マクロスΔ（ロバート・キノ）
- 名探偵コナン エピソード“ONE” 小さくなった名探偵（千葉刑事）
- 名探偵コナン コナンと海老蔵 歌舞伎十八番ミステリー（千葉刑事）
- ラクエンロジック（アッシュ・パクストン）

2017年
- SUPER LOVERS 2（海棠崇）
- エルドライブ【ēlDLIVE】（丸子美一郎 / ウディ）
- ID-0（サム・テイラー）
- 妹さえいればいい。（クロム、羽島啓輔）

2018年
- グランクレスト戦記（ドーニ・ロッシーニ）
- 進撃の巨人（ロゲール）
- ツルネ シリーズ（2018年 - 2023年、桐先高校弓道部顧問） - 2シリーズ

2019年
- revisions リヴィジョンズ（前田副区長）
- ソードアート・オンライン アリシゼーション War of Underworld（2019年 - 2020年、クリッター） - 2シリーズ
- パズドラ（2019年 - 2024年、デスマスク）

2020年
- 社長、バトルの時間です!（上司）

2021年
- スケートリーディング☆スターズ（関田）
- SCARLET NEXUS（フブキ・スプリング）
- 魔法科高校の優等生（司一）

2022年
- 名探偵コナン 本庁の刑事恋物語〜結婚前夜〜（千葉和伸）
- BORUTO-ボルト- NARUTO NEXT GENERATIONS（黒守バトラ）

2023年
- 魔王学院の不適合者 II 〜史上最強の魔王の始祖、転生して子孫たちの学校へ通う〜（デビドラ）
- デッドマウント・デスプレイ（池内）

2025年
- 真・侍伝 YAIBA（カゲトラ）

### 劇場アニメ
1996年
- 金田一少年の事件簿 オペラ座館 新たなる殺人（緑川由紀夫）
- スレイヤーズRETURN（村人C）

1997年
- スレイヤーズぐれえと（見物人B）
- 名探偵コナン 時計じかけの摩天楼

1998年
- 機動戦士ガンダム 第08MS小隊 ミラーズ・リポート（兵B）
- クレヨンしんちゃん 電撃!ブタのヒヅメ大作戦（班長）
- 新機動戦記ガンダムW Endless Waltz-特別篇-（アフマド）
- スレイヤーズごぅじゃす（門番）
- ドラえもん のび太の南海大冒険（海賊2）
- 名探偵コナン 14番目の標的（医師）

1999年
- クレヨンしんちゃん 爆発!温泉わくわく大決戦（隊員A）
- ザ☆ドラえもんズ おかしなお菓子なオカシナナ?（コゲロボ2号）
- め組の大吾 火事場のバカヤロー（カメラマン）
- 名探偵コナン 世紀末の魔術師（刑事C）

2000年
- ドラえもん のび太の太陽王伝説（神官）
- 名探偵コナン 瞳の中の暗殺者（千葉刑事）
- め組の大吾 火事場のバカヤロー（カメラマン）

2001年
- カウボーイビバップ 天国の扉（強盗C）
- ドラえもん のび太と翼の勇者たち（カラス警備隊）
- 名探偵コナン 天国へのカウントダウン（千葉刑事）

2002年
- アテルイ（佐伯鬼道）
- シックス・エンジェルズ（補佐官C）
- 名探偵コナン ベイカー街の亡霊（千葉刑事）

2003年
- 映画 あたしンち（TVアナ）
- 名探偵コナン 迷宮の十字路（記者A）

2004年
- ハードル 真実と勇気の間で（有沢正樹）

2005年
- 名探偵コナン 水平線上の陰謀（千葉刑事）
- ロックマンエグゼ 光と闇の遺産（バレル）

2006年
- 名探偵コナン 探偵たちの鎮魂歌（千葉刑事）

2008年
- 名探偵コナン 戦慄の楽譜（千葉刑事）

2009年
- 名探偵コナン 漆黒の追跡者（千葉刑事）

2010年
- 映画 プリキュアオールスターズDX2 希望の光☆レインボージュエルを守れ!（カレハーン）
- 名探偵コナン 天空の難破船（千葉刑事）

2011年
- スクライド オルタレイション TAO（エマージー・マクスフェル）
- 劇場版アニメ 忍たま乱太郎 忍術学園 全員出動!の段（伊賀崎孫兵）
- 鉄拳 BLOOD VENGEANCE（風間仁）
- 名探偵コナン 沈黙の15分（千葉刑事）

2012年
- 名探偵コナン 11人目のストライカー（千葉刑事）

2013年
- ルパン三世VS名探偵コナン THE MOVIE（千葉刑事）

2014年
- 名探偵コナン 異次元の狙撃手（千葉刑事）

2016年
- 名探偵コナン 純黒の悪夢（千葉刑事）

2018年
- 名探偵コナン ゼロの執行人（千葉刑事）

2022年
- 名探偵コナン ハロウィンの花嫁（千葉刑事）

2024年
- 機動戦士ガンダムSEED FREEDOM（アーノルド・ノイマン）
- 劇場版 忍たま乱太郎 ドクタケ忍者隊最強の軍師（霰鬼）

2025年
- 名探偵コナン 隻眼の残像（千葉和伸）

### OVA
1990年
- サーキットの狼II モデナの剣（観客A）

1991年
- インフェリウス惑星戦史外伝 CONDITION GREEN（1991年 - 1993年、兵士A、管制員B）
- ここはグリーン・ウッド（同級生、寮生A）
- 魔獣戦士ルナ・ヴァルガー（兵士C）
- ロードス島戦記（兵士）

1992年
- ガイ SECOND TARGET 黄金の女神編（兵士Ａ）
- 鴉天狗カブト 黄金の目のケモノ（門弟B、兵士D）
- ジャイアントロボ THE ANIMATION -地球が静止する日（1992年 - 1998年、エキスパート#1、エキスパート#2、阮少七）
- 超時空要塞マクロスII -LOVERS AGAIN-（メセナ）

1993年
- 紺碧の艦隊（パイロット）
- ぼくの地球を守って（松平タカシ）

1994年
- GATCHAMAN（ギャラクター隊員、潜水艦オペレーター、オペレーター）
- 銀河英雄伝説
- 東京BABYLON2（浜地刑事）
- マクロスプラス（オペレーター）

1995年
- 紺碧の艦隊（アーノルド・フレッチャー、側近A、スタッフA、幕僚）
- 疾風!アイアンリーガー 銀光の旗の下に（セーガル）
- 新海底軍艦（日野）
- 沈黙の艦隊
- 未来超獣FOBIA（男子B）
- YAMATO2520（ケムシ、ドク）

1996年
- 機動戦士ガンダム 第08MS小隊（工兵、兵A、チビ、マイク、兵士B、ルネン、オペレーター、ジムスナイパーパイロット）
- 紺碧の艦隊（蔵田育之進〈2代目〉、尾崎英雄、山南敬佐、小泉一人、比叡艦長）
- スレイヤーズすぺしゃる（悪党2、獣人C）
- 特務戦隊シャインズマン（グレートマン）
- Ninja者（司令官、兵士A）
- 宝魔ハンターライム（まさひこ）
- まじかるマホ（泥棒）

1997年
- 旭日の艦隊（ヨハネス・ゲーデ、日本士官）
- 紺碧の艦隊 特別編 蒼莱開発物語（海軍省軍人）
- 沈黙の艦隊（ブロンクス副長）
- レイアース（男）

1998年
- 旭日の艦隊（倉橋武幸、嶺華パイロット）
- 紺碧の艦隊（高田暁郎、赤星大尉、鳴門副長、吉村寅太郎、ヨッヘン・マイアー、スミス）
- スレイヤーズえくせれんと（野盗C）
- 沈黙の艦隊（内海〈2代目〉）
- 万能文化猫娘DASH!（支社長）

1999年
- 旭日の艦隊（林信吾、CIAの男）
- 紺碧の艦隊（村田清風）

2000年
- 旭日の艦隊（尾崎英雄、エーベルト大佐）
- 紺碧の艦隊（ヴァッセルマン、伊唐秋彦）

2001年
- 旭日の艦隊（アドミラルヒッパー艦長、エーリッヒ・コルベ、市河広之）
- 紺碧の艦隊（ヴィルヘルム・バッハ）
- 名探偵コナン 謎のすい星怪獣を追え！（助監督）

2002年
- 旭日の艦隊（日・作戦参謀）
- 紺碧の艦隊（レオン・トロッキー）

2003年
- 紺碧の艦隊（牧野好洋）
- .hack//GIFT（銀漢）
- 名探偵コナン コナンと平次と消えた少年（守口洋介）
- 名探偵コナン 町探検！動物マークをゲットせよ！（医者）

2004年
- NARUTO -ナルト- 滝隠れの死闘 オレが英雄だってばよ!（シブキ）

2012年
- 名探偵コナン えくすかりばあの奇跡（千葉和伸）

2019年
- 銀河英雄伝説 Die Neue These 星乱（アントン・フェルナー）

### Webアニメ
- 聖闘士星矢 黄金魂 -soul of gold-（2015年、スルト）
- 神酒ノ尊-ミキノミコト-（2018年、明鏡止水)
- 7SEEDS（2019年、各務頼一）
- Tekken: Bloodline（2022年、風間仁[61]）

### ゲーム
1994年
- アルナムの牙 獣族十二神徒伝説（ホロト、ケンホウ、ジュツ族男）

1995年
- 戦国サイバー 藤丸地獄変

1996年
- エクストラブライト（エド）

1997年
- ヴァンパイア シリーズ（ジェダ＝ドーマ） - 3作品
- グランストリーム伝紀（兵士）
- ジャスティス学園（1997年 - 2000年、鑑恭介） - 3作品
- ストリートファイターIII（ショーン）
- ストリートファイターIII 2nd IMPACT（ショーン）
- 鉄拳シリーズ（1997年 - 2024年、風間仁） - 9作品
- 天外魔境 第四の黙示録（スチュワート）
- 魔法学園LUNAR!（ブレード）

1998年
- U.P.P.（ミッシェル）
- ジョジョの奇妙な冒険（1998年 - 1999年、DIO / 邪悪の化身ディオ!!） - 3作品
- ファーランドサーガ 時の道標（ソーン）
- レガイア伝説（トッド、ギ・デリラ）

1999年
- 俺の屍を越えてゆけ（神々、遺言）
- たまごDEパズル（マッドミーゴ）
- 探偵 神宮寺三郎 灯火が消えぬ間に（岩谷聡）
- 猫侍（壱之新）
- 魔剣X（八卦シャージャ、マルカラ、ユースフ、ウィリアム）
- ワールドツアーコンダクター〜世界夢紀行〜（上原謙、結城暁）

2000年
- グランディアII（メルフィス）
- サンライズ英雄譚R（アフマド）
- ブレスオブファイアIV うつろわざるもの（フォウル、クレイ）

2001年
- CAPCOM VS. SNK 2 MILLIONAIRE FIGHTING 2001（鑑恭介）
- 魔剣爻（八卦シャージャ、マルカラ、ユースフ、ウィリアム）

2002年
- アーマード・コア3（コンピューターボイス）
- SDガンダム GGENERATION（2002年 - 2025年、アフマド、アーノルド・ノイマン、レドニル・キサカ、グラーベ・ヴィオレント、ビリー・ブレイズ〈NEO・SEED〉） - 5作品
- テイルズ オブ デスティニー2（マグナディウエス）
- 天使な小生意気（魔法使い）
- 名探偵コナン 最高の相棒（橘篤志、浅輪光一）

2003年
- スターオーシャン Till the End of Time（アルベル・ノックス）
- 第2次スーパーロボット大戦α（CB兵）

2004年
- CAPCOM FIGHTING Jam（ジェダ＝ドーマ）
- 機動戦士ガンダムSEED 終わらない明日へ（アーノルド・ノイマン、レドニル・キサカ）
- 空の森〜追憶ノ棲ム館〜（銀狼ディオ）
- スターオーシャン Till the End of Time ディレクターズカット（アルベル・ノックス）
- 帝国千戦記（李暫嶺）※PS2版

2005年
- イースIII（チェスター）※PS2版
- 第3次スーパーロボット大戦α 終焉の銀河へ（アーノルド・ノイマン）
- NAMCO x CAPCOM（風間仁、源義経）
- 北斗の拳（レイ）
- ロマンシング サガ -ミンストレルソング-（グレイ）

2006年
- 機動戦士ガンダムSEED DESTINY 連合vs.Z.A.F.T.II PLUS（レドニル・キサカ）
- デジモンセイバーズ アナザーミッション（新田正貫、デーモン）
- .hack//G.U.（2006年 - 2007年、天狼） - 2作品
- マーメイドプリズム（蒼井宙 / ハルカ・ブラウ）

2007年
- 悠久ノ桜（足利義地）
- Panic Palette（烏羽一徒）

2008年
- クロスエッジ（ジェダ＝ドーマ）
- スーパーロボット大戦Z（アーノルド・ノイマン、レーベン・ゲネラール）
- Panic Palette Portable（烏羽一徒）

2009年
- AIKA ONLINE（ナイトマジシャン）
- カヌチ 黒き翼の章（サナト・イシト）
- 妄想彼氏学園（神崎鷹也）

2010年
- カヌチ 二つの翼（サナト・イシト）
- TAKUYO Mix Box 〜ファーストアニバーサリー〜（烏羽一徒）
- .hack//Link（銀漢、天狼、なすび、イバク）
- 忍たま乱太郎 学年対抗戦パズル!の段（伊賀崎孫兵）
- PANDORA 君の名前を僕は知る（キース・ヴィディエ）

2011年
- 第2次スーパーロボット大戦Z 破界篇（バイマン・ハガード）
- ナノダイバー（キース・シュナイダー）
- マブラヴ オルタネイティヴ クロニクルズ 憧憬（ヴィルフリート・アイヒベルガー）

2012年
- イナズマイレブンGO2クロノ・ストーン ネップウ/ライメイ（織田信長）
- デビルサマナー ソウルハッカーズ（ユダ）
- Phantom -PHANTOM OF INFERNO-(Xbox 360版)（サイス・マスター）
- PROJECT X ZONE（風間仁、ジェダ＝ドーマ）
- ONE PIECE ワンピーベリーマッチIC（ハモンド）

2013年
- 真・女神転生IV
- スーパーロボット大戦Operation Extend（バイマン・ハガード）
- ドラゴンボールヒーローズ（2013年 - 2017年、人造人間アバター〈バーサーカータイプ〉） - 4作品

2014年
- PSYCHOBREAK（ジョセフ・オダ）
- ONE PIECE 超グランドバトル! X（グラディウス）

2015年
- ドラゴンボール ゼノバース（2015年 - 2016年、タイムパトローラー） - 2作品
- PROJECT X ZONE 2:BRAVE NEW WORLD（風間仁）

2017年
- 白と黒のアリス（2017年 - 2018年、アサギ） - 2作品
- スターオーシャン:アナムネシス（アルベル・ノックス）

2018年
- 銀魂乱舞（池田夜右衛門） - DLC追加キャラクター
- ブラウンダスト（ガリノス）

2019年
- スーパードラゴンボールヒーローズ ワールドミッション（人造人間バーサーカータイプ）
- 北斗の拳 LEGENDS ReVIVE（2019年 - 2023年、レイ）
- THE KING OF FIGHTERS ALLSTAR（2019年 - 2022年、風間仁 / デビル仁）

2020年
- 共闘ことばRPG コトダマン（レイ）

2021年
- SCARLET NEXUS（フブキ・スプリング）
- ライブ・ア・ヒーロー!（エクシオ）
- グランブルーファンタジー（ウリエンス）

2023年
- ガールフレンド（仮）（悪時渡り男）
- Fate/Grand Order（今川義元）

### ドラマCD
- R.O.D -THE CD- 僕の中学校は戦場だった（北山竜二）
- アニメ店長B'店長候補生 Drama+Radio Talk Album 研修報告 Vol.2（西園寺）
- 頭文字D ドラマCD DISC3 〜ドリキン青春グラフティー〜
- ヴァンパイアハンター ダークネスミッション 特選バター醤油味（ビクトル、ル・マルタ）
- うえきの法則 The Law Of Robert's 10 ロベルト十団スペシャル（グラノ）
- エンジェル・ハウリング1 獅子序章（殺人鬼）
- エルデガイン導きの神
- エルデガイン続 過去の墓標ベイルガッチェ（シアン）
- 溺れるほど花をあげる（イゴール・ユリアーノ）
- カームブレイカー
- ガサラキ 餓沙羅鬼見聞録1 風の記憶砂の伝承（豪和清春）
- ガサラキ 餓沙羅鬼見聞録4 出発（たびだち）（豪和清春）
- カ・ビネ・サガ・レトルト シリーズ
  - カ・ビネ・サガ・レトルトI 〜レガートの章〜（ガルニ国軍兵士）
  - カ・ビネ・サガ・レトルトIV 〜特別番外編〜（岡っ引き、兵士）
  - カ・ビネ・サガ・レトルトV 〜カ・ビネの章〜（兵士）
  - カ・ビネ・サガ・レトルトVI 〜レトルトの章（最終章）〜（部下A）
- 機神大戦ギガンティック・フォーミュラ Vol.1-3 B@Bブレイクタイム アット バックヤード（真壁槙生、警備員）
- ガンダムシリーズ
  - 機動戦士ガンダム 第08MS小隊 REPORT.1 所要時間3時間23分
  - 機動戦士ガンダムSEED SUIT CD vol.1-2（ニュースの声）
  - 新機動戦記ガンダムW BLIND TARGET 1・2
- 君だけをみつめてる last scene〜言葉にできない〜（沢村勇）
- 金田一少年の事件簿 悪魔組曲殺人事件（車掌）
- 紅茶王子（下山口）
- ここはグリーン・ウッド シリーズ
  - ここはグリーン・ウッド〜特別試写会「緑林(GW)お騒がせ!劇場」（記者、藤掛）
  - ここはグリーン・ウッド〜緑林ミステリー"忍失踪事件!?"（証言者）
  - ここはグリーン・ウッド〜FM特番「緑林（GW）お騒がせ! 放送局」（食堂内の寮生 他）
  - ここはグリーン・ウッド〜晴れ、ときどき"雨やどり"〜（新入生）
  - ここはグリーン・ウッド放送局 CDシネマ1〜若い力〜
  - ここはグリーン・ウッド放送局 CDシネマ2〜緑林ミステリー短編傑作集〜（生徒2）
- シーバス1-2-3（コロナ）
- 疾風!アイアンリーガー・オリジナルドラマシアター★大スターセーガルのアイアンハスラー★（セーガル）
- 少年進化論（男子生徒）
  - 少年進化論plus（原田）
- 私立ジャスティス学園 アドベンチャードラマアルバム〜ねらわれた太陽学園熱血探偵編〜（鑑恭介）
- 新海底軍艦 鋼鉄の鼓動（日野）
- 新撰組ドラマCD シリーズ（山南敬助）
  - 新撰組ドラマCD 壬生狼真伝 -泡雪の章-
  - 新撰組ドラマCD 壬生狼真伝 -残月の章-
- スクライド Sound Edition2（エマージー・マクスフェル）
- スクライド設定資料集特典ドラマCD（エマージー・マクスフェル[73]）
- スターオーシャン Till the End of Time ボイスミックスアルバム
- 星界 シリーズ
  - 星界の紋章 第I章〜帝国の王女〜
  - 星界の戦旗 ラジオドラマ第I章〜幻炎艦隊〜（通信参謀）
  - 星界の戦旗 ラジオドラマ第II章〜戦場〜（ベイカル）
- 声優刑事 Vol.1（萩原仁）
- SOUND DRAMA 絶対調律士NoA Vol.1（久世瑠花、炎の精霊）
  - SOUND DRAMA 絶対調律士NoA Vol.2（炎の精霊）
- ゼロイン（冬木、訓練生）
- 速攻生徒会〜学校祭編〜（番長）
- ちょー美女と野獣（魔方陣のチンピラ、警備兵）
- DEEP FEAR1・2（ムーキー・カーバー）
- 天外魔境 風雲カブキ伝 (2) アメリケン異聞 大陸横断鉄道騒動記（手下A）
- 天高く、雲は流れ2 1・2（ドルジ）
- 闘神伝 Before Stage vol.1（チンピラ）
- ドラゴン騎士団 シリーズ（ガルファクシー）
  - ドラゴン騎士団II 竜都篇
  - ドラゴン騎士団III 秘宝篇
  - ドラゴン騎士団IV 怪魚篇
- トラブルシューターシェリフスターズSS 第三章 エスコートV.I.P.? （J.B. 他）
- トリニティ・ブラッド R.A.M.第1章 FLIGHT NIGHT（ディケンズ 他）
- 成恵の世界 その2 夏への扉（ぴーとさん）
- 忍たま乱太郎 ドラマCD シリーズ
  - 忍たま乱太郎 ドラマCD 生物委員会の段（伊賀崎孫兵）
  - 忍たま乱太郎 ドラマCD 三年生の段（伊賀崎孫兵）
  - 忍たま乱太郎 ドラマCD い組の段〜中巻〜（伊賀崎孫兵、ドクササコのすご腕忍者）
- NOëL
  - NOëL La neige〜Prelude〜ノエル ラ・ネージュ プレリュード（ラーメン店主、駅構内アナウンス）
  - NOëL La neige〜Rendez-vous〜ノエル ラ・ネージュ ランデブー（男Ｂ、涼の兄・鉄人、映研部長）
- バウンティドッグ1st ACT（警備員A）
- 走れ!T高バスケット部（A校のコーチ）
- ピューと吹く!ジャガー ジャガージュン市のオールナイト昼（アニソン / 田尻）
- ファイアーウーマン纏組（学生）
- プラネット・ラダー 〜惑う星のあなない〜（セレナネーデの兄）
- プリティ2ガール（男子生徒）
- ブレスオブファイアIV うつろわざるものサウンドトラック
- ボイスシアターシリーズ5 お嬢様はジュエル・マスター（森蘭丸）
- 冒険遊記プラスターワールド オリジナルサウンドトラック（ワイバースト）
- マーメイドプリズムドラマCD 8 Farben（蒼井宙）
- マジカルドロップ2（マジシャン、ナレーション）
- 真夜中の天使
- 無限のリヴァイアス シリーズ
  - 無限のリヴァイアス CDドラマ1 にちじょうのびねつ（シュタイン・ヘイガー）
  - 無限のリヴァイアス CDドラマ2 リヴァイアスのかけら（シュタイン・ヘイガー）
  - 無限のリヴァイアス CDドラマ3 あしたのまえに（シュタイン・ヘイガー、駅のアナウンス）
  - 無限のリヴァイアスキャラクターソング・コレクション あしたから（シュタイン・ヘイガー）
- ももいろシスターズ 2大いなる結婚"寿"（タクシー運転手 他）
- ゆうきまさみ 文化学院「ラブリー・ブラッド」（甘糟大佐）
- LOVELESS ドラマCD Vol.3 〜SOULLESS〜（社長）
- WILD ADAPTER シリーズ
  - WILD ADAPTER（構成員）
  - WILD ADAPTER02（矢崎）
  - WILD ADAPTER04（志村健）

### BLCD
- アーサーズ・ガーディアン 黒版（瀬川武彦）
- 愛と欲望は学園で2（根津鳴）
- 愛なんて食えるかよ（木下悠）
- 愛の深さは膝くらい（八田部）
- 青の軌跡3クリスタル・クラウン（フェルトナー）
- アナリストの憂鬱シリーズ1 ベンチマークに恋をして（野木康成、永野経理部長）
- あふれそうなプール 1・2（彦根明良）
- あほもシリーズ「もっそれ」（青森）
- あやかし草紙（紫綺）
- YELLOW（鳩崎）
- 愛しいこと（寛末紀文）
- 犬も走って恋をする（朝倉透）
- 英国紳士（リドリー）
- YEBISUセレブリティーズ PREMIO（乾俊樹）
- ENDLESS BEAT（新宮孝明）
  - ENDLESS HEAT（新宮孝明）
- 王様な奴隷（江崎の兄）
- カプセル・ヨードチンキ（工藤）
- 神様はイジワルじゃない
- キミは無糖〜クリアストレート〜（蔵本里美）
- 嫌いにならないでね（津和野部長）
  - 悪魔の論理学1 嫌いにならないでね2（津和野部長）
- 金のカイン（サバトの主催）
- 元気あげたいっっ!〜Be☆Yell〜（葛町此葉）
- 恋の診察室1（組員A）
  - 恋の診察室2 〜診療時間〜（組員A 他）
- 恋ひめやも（大竹）
- GOLD（男子生徒）
- 今宵、君に酔う（津久井直也）
- コルセーア シリーズ（ギルベルト・ヘレス）
  - コルセーアIII 〜風の暗殺者・前編〜
  - コルセーアIV 〜風の暗殺者・後編〜
  - コルセーアIX 〜月を抱く海4〜
- 最悪（堤課長）
- 叫んでやるぜ! シリーズ
  - 熱血! 声優物語 叫んでやるぜ! 1996年版（国脇）
  - 熱血! 声優物語 叫んでやるぜ! 1997年版（国脇、部下1）
- SASRA1（汪慧惺）
- 3時から恋をする（桜内芳武）
  - 3時から恋をするII 〜5時10分から恋のレッスンより〜（桜内芳武）
- 慈雨（羽村匡成）
- 地下鉄の犬（篠田昌昭）
- 地獄めぐり・上（桐嶋秀央、逃亡者）
- シナプスの柩 I・II（海堂）
- 灼熱の太陽と砂塵の嵐（ニザーム）
- 純情ロマンチカ シリーズ（角圭一）
- 小説家は懺悔する（一柳匡史）
- 新宿退屈男〜欲望の法則〜（田崎）
- 世界が終わるまできみと（速水晶彦〈父〉）
- SEXY EFFECT 96 2 HOT STYLE（久坂隆文）
- 全寮制櫻林館学院〜ルネサンス〜（衛藤）
- DARLING（五十嵐ジョー）
- 黄昏に花（辻繁之、警備員）
- 月の砂漠殺人事件（田村医師、水品）
- 艶恋 ひそやかな情熱番外編2（武嶋浩一）
- 東京ミッドナイト（宗則）
  - 新・東京ミッドナイト（宗則）
- 新妻刑事（高村一、ホテルの支配人）
- ニューヨーク・ニューヨーク1（デイビス・オマッティ）
- 眠らぬ夜のギムレット（青木瞬）
- 春を抱いていた1
- B級グルメ倶楽部（鬼塚耕造）
- P.B.B.2（一色拓哉）
- 媚薬な教師に愛の手を（学園長）
- ヘイ!ドクター（狭間恭平）
- 身勝手な狩人（大橋）
- みちづれポリシー（大峰）
- unison 〜ユニゾン〜（田中）
- レオパード白書1（雪路）
- WORK in〈限定版コミック付録〉（飯塚）
- ワンダーBOY〜My Dear Wonder〜（安曇龍一）

### 吹き替え

#### 映画
- ザスーラ（宇宙飛行士〈ダックス・シェパード〉）※日本テレビ版
- 死霊伝説 セーラムズ・ロット（マーク・ピートリー）
- ストップ・ロス/戦火の逃亡者（リコ・ロドリゲス）
- スパイチーム
- タイタンズを忘れない
- TEKKEN -鉄拳-（風間仁）
- 26世紀青年
- ハッピーウェディング〜私が彼に決めた理由〜（アンドレ）
- ミュータント・ニンジャ・タートルズ2 ※劇場公開版
- レイン・オブ・アサシン（雷彬〈ショーン・ユー〉）

#### テレビドラマ
- SEX and the CITY SEASON4 Episode2：素顔のままで the Real Me

#### アニメ
- ウィッチブレイド（エクスコン）
- コアラの探偵アーチボルド（アーチボルド）
- ティーン・タイタンズ（Dr.ライト）
  - ティーン・タイタンズGO!（トライゴン）
- 超生命体トランスフォーマー ビーストウォーズリターンズ（フライ、ドローン軍団、スパーク、モグラロボ、UFOちゃん、摘出コンピュータ）
- バットマン:ブレイブ&ボールド（エトリガン / ジェイソン・ブラッド）
- ブレイブ・リトル・トースター レスキュー大作戦!

### 特撮
- ウルトラマンネオス（2000年、ウルトラセブン21の声）
- 仮面ライダーシリーズ
  - 仮面ライダーディケイド（2009年、ガルルの声）
  - 仮面ライダー×仮面ライダー フォーゼ&オーズ MOVIE大戦MEGA MAX（2011年、仮面ライダーXの声）
- スーパー戦隊シリーズ
  - 天装戦隊ゴセイジャー（2010年、マトロイド・マッハのズテルSの声）
  - 快盗戦隊ルパンレンジャーVS警察戦隊パトレンジャー（2018年、ザルダン・ホウの声[74]）

### ビデオ
- オトメイト パーティー♪ in メルパルクホール（2008年5月24 - 25日）Live DVD ※収録は24日の回のみ。

### カセットブック
- ヴァンパイアハンター ヴァンパイアナイトお笑い!夜の祭典（アミュレット）

### ラジオ
- 機動戦士ガンダムSEED Club会員向けWebラジオ 千葉一伸&鳥海勝美「ラジオ 夜のコーディネイターアワー」 - 2006年11月〜2008年12月25日
- Webラジオ 夜のサンライズアワー - 2008年12月10日〜2011年5月10日

### その他コンテンツ
- ストリートファイターIII〜ニュージェネレーション（1997年、ショーン[63]）※ビデオCD
- ミッドナイトアートシアター（二代目ポップン吉川） - 2005年4月 - 2006年2月3日
- NHK-FM・FMシアター　第37回創作ラジオドラマ大賞佳作「前略、桜舞うアパートの庭から」（内海正俊） - 2009年4月11日
- 妄想彼氏学園（2009年、神崎鷹也[75]）
- パチスロ デビルマンII 悪魔復活（2010年、不動明）
- 聴く本劇団「ナナイロ」（2017年、八乙女侑市[76]）
- 神酒ノ尊-ミキノミコト-（2019年、明鏡止水 [77])

### シリーズ一覧
1. ↑  第1作（1997年 - 1999年）、第2作『R』第1期（2014年）、第2作『R』第2期（2015年）
2. ↑  第1作（1998年）第2作『Bビーダマン爆外伝V』（1999年 - 2000年）
3. ↑  第1期（2000年）、第2期『II』（2001年）
4. ↑  『モンキーターン』（2004年）、『モンキーターンV』（2004年）
5. ↑  第3シリーズ『Stream』（2005年）、第4シリーズ『BEAST』（2006年）
6. ↑  第1期（2006年）、第3期『銀魂ﾟ』（2015年）
7. ↑  第1期（2008年）、第2期『2』（2008年）、第3期『3』（2015年）
8. ↑  第1期（2016年）、第2期『2nd』（2016年）
9. ↑  第1期『-風舞高校弓道部-』（2018年）、第2期『-つながりの一射-』（2023年）
10. ↑  第1クール（2019年）、第2クール（2020年）
11. ↑  『セイヴァー』『セイヴァー2』『ハンター2』（1997年）
12. ↑  第1作（1997年）、『熱血青春日記2』（1999年）、『燃えろ！』（2000年）
13. ↑  『3』（1997年）、『タッグトーナメント』（1998年）、『4』（2001年）、『5』（2004年）、『6』（2007年）、『タッグトーナメント2』（2011年）、『ストクロ』（2012年）、『7』（2015年）、『8』（2024年）
14. ↑  アーケード版（1998年）、『未来への遺産』（1999年）、PlayStation版（1999年）
15. ↑  『NEO』（2002年）、『SEED』（2004年）、『WARS』（2009年）、『CROSSRAYS』（2019年）、『ETERNAL』（2025年）
16. ↑  『Vol.1 再誕』『Vol.2 君想フ声』（2006年）、『Vol.3 歩くような速さで』（2007年）
17. ↑  『ヒーローズ』（2013年）、『アルティメットミッション2』（2014年）、『スーパードラゴンボールヒーローズ』（2016年）、『アルティメットミッションX』（2017年）

### 初出話一覧
1. ↑  33シリーズ 第14話初出
2. ↑  第3期 第29話初出
3. ↑  第3話初出
4. ↑  第294話初出
5. ↑  第85話初出
6. ↑  第8話初出
7. ↑  第14話初出
8. ↑  第1話初出